# Estadio Atlético Indira Gandhi
El Estadio Atlético Indira Gandhi es un estadio de fútbol y atletismo ubicado en la ciudad de Guwahati, estado de Assam en la India. El estadio rinde homenaje a Indira Gandhi, ex primera ministra de la India asesinada en 1984.
El estadio fue inaugurado en 2007 y es desde 2014 el campo del equipo NorthEast United FC, club de fútbol de la naciente Superliga de la India.
El 12 de marzo de 2015 albergó el encuentro entre la Selección de India contra Nepal por la Primera ronda de clasificación para la Copa Mundial de fútbol 2018.

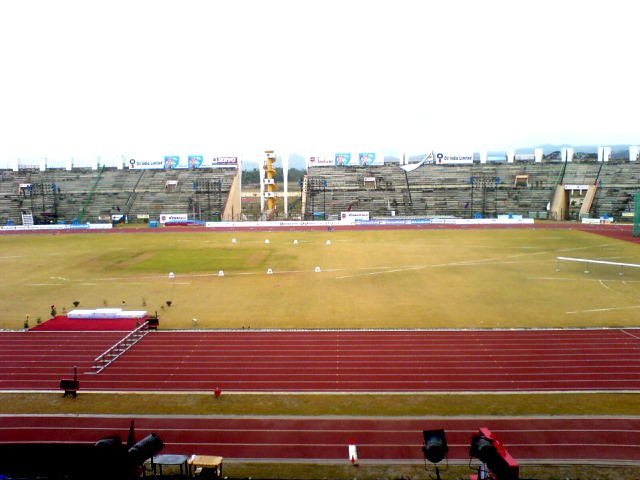
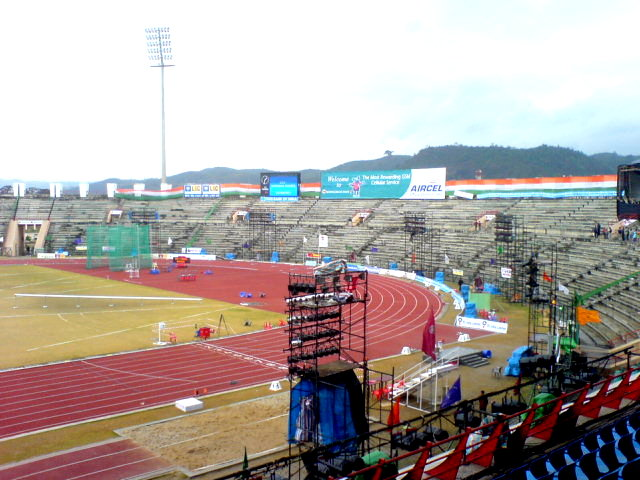